# Số tuyến đường
Số, ký hiệu hoặc chữ viết tắt của tuyến đường là ký hiệu nhận dạng bằng số (hoặc chữ và số) được cơ quan quản lý đường cao tốc gán cho một đoạn đường cụ thể để phân biệt với các tuyến đường khác và, trong nhiều trường hợp, cũng để biểu thị phân loại của nó (ví dụ: đường cao tốc, tuyến đường chính, đường khu vực, v.v.), vị trí địa lý chung (trong hệ thống đánh số vùng) và/hoặc hướng (bắc-nam v. đông-tây). Các số được chọn chỉ có thể được sử dụng cho mục đích quản trị nội bộ; tuy nhiên, trong hầu hết các trường hợp, chúng cũng được hiển thị trên biển báo bên đường và được chỉ định trên bản đồ.

## Tiền tố
Chữ cái thường được sử dụng trong ký hiệu đường để biểu thị loại đường. Trong lớp như vậy, các đường được phân biệt với nhau bằng số đường. Cách sử dụng những kí tự như vậy tùy thuộc vào quốc gia hoặc khu vực pháp lý chính trị khác có chứa và kiểm soát con đường. Ví dụ: trong số các đường cao tốc A1, đường ở Tây Ban Nha có dấu gạch nối giữa A và 1 (Autovia A-1) trong khi ở Đức, Autobahn 1 được viết là A 1, với khoảng cách giữa A và 1. Ở Argentina có là các số 0 giữa A và 1 (Autopista A001).

### Chữ viết tắt đơn
"A" có thể có nghĩa là "đường cao tốc" ở một số quốc gia (ví dụ: Autoroute ở Pháp hoặc Autostrada ở Ý hay Autobahn ở Đức), thường là đường lớn nhất và chất lượng cao nhất trong nước. Chúng cũng được sử dụng cho các con đường chính ở Vương quốc Anh. Nó cũng có nghĩa là con đường có ý nghĩa quốc gia ở Úc và Vương quốc Anh.
"B" ở Vương quốc Anh là đường phân phối có mật độ giao thông thấp hơn đường trục chính hoặc đường A. Ở một số bang của Úc, đường B là đường có tầm quan trọng cấp bang.
"C" có thể có nghĩa là quận ở Hoa Kỳ và có nghĩa là tuyến đường kết nối hai địa điểm ở Victoria, Tasmania hoặc Lãnh thổ Bắc Úc.
"D" có thể có nghĩa là "départementale" ở Pháp hoặc "dálnice" ở Séc và "diaľnica" ở Slovakia (=đường dài, dálka=đường dài).
"E" có thể có nghĩa là đường "Châu Âu" hoặc "Đường cao tốc" ở Zimbabwe.
"F"
"G" có thể được sử dụng cho quốc lộ hoặc đường cao tốc ở Trung Quốc.
"H" có thể có nghĩa là "Xa lộ Hawaii" ở Hoa Kỳ.
"I" có thể có nghĩa là "Liên bang" ở Hoa Kỳ.
"J"
"K" có thể được sử dụng cho đường cao tốc tiểu bang ở Kansas ở Hoa Kỳ hoặc Kreissstraße ở Đức.
"L" có thể có nghĩa là tuyến đường "địa phương" ở Ireland hoặc Landesstraße ở Đức.
"M" được sử dụng cho đường cao tốc ở Vương quốc Anh, Ireland và Úc, các tuyến đường đô thị ở Nam Phi, đường đô thị ở Bồ Đào Nha và cũng được sử dụng cho đường cao tốc tiểu bang ở Michigan, Hoa Kỳ.
"N" có thể có nghĩa là đường "quốc gia" hoặc đường cao tốc tiểu bang ở Nebraska.
"O" có thể có nghĩa là "Otoyol" ở Thổ Nhĩ Kỳ.
"P"
"Q"
"R" có thể có nghĩa là tuyến đường "khu vực" ở Nam Phi, Ireland, Bồ Đào Nha và Ukraina hoặc đường vành đai, "rychlostní silniceů ở Séc hoặc "rýchlostná cesta" ở Slovakia ("rychlost" = vận tốc).
"S" có thể có nghĩa là đường cao tốc ở Áo ("Schnellstraße") và Ba Lan ("droga ekspresowa") hoặc "Shengdao/Tỉnh lộ" ở Trung Quốc.
"T" ở Malaysia là đường ở Terrengganu; ở một số vùng của Hoa Kỳ, là đường thị trấn; Ở Estonia, T là tiền tố chính thức cho các tuyến đường quốc gia; đường "lãnh thổ" ở Ukraina; ở Ý được sử dụng cho các đường hầm (traforo) khi được phân loại riêng, như Đường hầm Great St Bernard.
"U" có thể có nghĩa là đường "chưa được phân loại"; cũng được sử dụng trên các tuyến đường ở bang Utah ở Hoa Kỳ.
"V"
"W"
"X" có thể có nghĩa là "Xiandao/Xa lộ quận" ở Trung Quốc.
"Y" có thể có nghĩa là "Xiangdao/Xa lộ thị trấn" ở Trung Quốc.
"Z"

### Nhiều chữ cái viết tắt
AP: Autopista de peaje (đường cao tốc có thu phí) ở Tây Ban Nha.
BAB: Bundesautobahn (đường cao tốc liên bang) ở Đức, chỉ dùng trong văn bản, thông thường là A.
BR: Đường cao tốc liên bang Brasil.
CH/CR: Quốc lộ, Tuyến đường hoặc Đường bộ của Quận ở Hoa Kỳ hoặc Canada và các quốc gia khác.
CT: cao tốc (cao tốc) ở Việt Nam.
DC: Drum Comunal (đường xã) ở Romania (đường do xã quản lý).
DJ: trống județean (đường quận) ở Romania.
DK: droga krajowa (quốc lộ) ở Ba Lan.
DN: Drum național (quốc lộ) ở Romania.
DW: droga wojewódzka (tỉnh lộ/tỉnh lộ) ở Ba Lan.
Fv: Fylkesvei (đường quận) ở Na Uy.
IC: Itinerário bổ sung (tuyến bổ sung) ở Bồ Đào Nha.
IP: Itinerário chính (tuyến chính) ở Bồ Đào Nha.
NH: Được dùng để chỉ mạng lưới Quốc lộ ở Ấn Độ. Cũng được sử dụng để chỉ đường cao tốc tiểu bang ở bang New Hampshire của Hoa Kỳ.
SH/SR: Quốc lộ, Tuyến đường hoặc Đường bộ ở New Zealand hoặc Hoa Kỳ.
SS/SR/SP/SC: Strada statale, Regionale, Provincee hoặc Comunale (đường tiểu bang, khu vực, tỉnh hoặc thành phố ở Ý).
TH/TR: Đường cao tốc, tuyến đường hoặc đường bộ thị trấn ở Hoa Kỳ.
US: Đường cao tốc được đánh số ở Hoa Kỳ.
USBR: Tuyến đường xe đạp Hoa Kỳ.

### Tiền tố số La Mã
I: đường cấp 1 ở Séc và Slovakia (đường nhà nước), đường cấp 1 ở Bulgaria.
II: đường hạng hai ở Séc và Slovakia (đường khu vực), đường hạng hai ở Bulgaria.
III: Đường cấp ba ở Séc và Slovakia (đường huyện, thuộc sở hữu của các vùng), đường cấp ba ở Bulgaria.
Trong khi ở Séc và Slovakia, số La Mã được theo sau bởi dấu gạch chéo, thì Bulgaria sử dụng dấu gạch nối.

## Hệ thống đường bộ
Tùy thuộc vào quốc gia, chữ cái được gán cho một con đường có thể là một phần của hệ thống phân loại đường, là cách viết tắt của một loại đường, đặc biệt là bằng tiếng nước ngoài hoặc đề cập đến hệ thống phân vùng địa lý, chẳng hạn như Hệ thống Đường cao tốc Phát triển Appalachian, hệ thống đường cao tốc quận của California, Iowa và Michigan ở Hoa Kỳ.

### Hệ thống quốc tế
AH trong Mạng lưới Đường cao tốc Châu Á.
CA-: đường cao tốc một phần của mạng lưới đường cao tốc Trung Mỹ.
E trong mạng lưới đường bộ quốc tế ở châu Âu.
EV: các tuyến đi xe đạp đường dài trong mạng lưới EuroVelo của Châu Âu.
TAH: đường cao tốc là một phần của mạng lưới đường cao tốc xuyên châu Phi.

### Vương quốc Anh
Vương quốc Anh có hai phương án đánh số đường, một cho Vương quốc Anh và một cho Bắc Ireland. Cả hai sơ đồ đều tuân theo các nguyên tắc giống nhau, nhưng các con số độc lập và cùng một số đường có thể trùng lặp giữa hai sơ đồ.

#### Đường A, B, không đánh số và không phân loại
Tại Vương quốc Anh, số đường bao gồm một số có tối đa 4 chữ số, bắt đầu bằng các chữ cái A hoặc B. Con đường chính từ Luân Đôn đến Edinburgh được chỉ định là A1 vào năm 1921; chữ "A" biểu thị đường "trục" hoặc đường "chính" giữa các thị trấn và thành phố trong vùng. Ở Vương quốc Anh, các đường A1, A2, A3, A4, A5 và A6 tỏa ra từ Luân Đôn hoặc gần đó (theo chiều kim đồng hồ) đến các điểm xung quanh bờ biển. Một số đường A hoặc các đoạn của đường A là đường đôi, không phải đường cao tốc hoàn chỉnh; một số đoạn được nâng cấp đạt tiêu chuẩn đường cao tốc được ký hiệu theo mẫu A1(M). Đường B là đường nhỏ; chúng có thể kết nối các thị trấn và làng mạc nhỏ hoặc cung cấp một tuyến đường thay thế cho các con đường lớn. Đường không được phân loại, không được đánh số, được gọi không chính thức là đường C, là những con đường nhỏ hơn thường nối đường chưa được phân loại với đường A và B. Đường không được phân loại là đường dành cho giao thông địa phương; 60% đường ở Vương quốc Anh chưa được phân loại, và 200.000 dặm đường B, không được đánh số và chưa được phân loại chiếm 87% tổng chiều dài đường ở Vương quốc Anh.
Tất cả các con đường được phân loại ở Anh và xứ Wales bắt đầu trong vùng giữa A1 và A2 đều bắt đầu bằng hình 1 (ví dụ: A137, B1412), v.v. Scotland cũng được chia thành các khu vực tương tự bởi A7, A8 và A9 tỏa ra từ Edinburgh. Các khu vực không được sử dụng ở Bắc Ireland.

#### Đường cao tốc
Đường cao tốc được phân loại là "đường đặc biệt" và được đánh số theo cách tương tự nhưng không giống hệt nhau. Đường cao tốc là loại M hoặc loại nâng cấp từ đường A, loại A(M). Đường cao tốc loại M được dán nhãn dưới dạng Mx, là loại đường cao tốc cao hơn và đường A(M) được dán nhãn dưới dạng Ax(M), trong đó x là tên gọi của đường, tùy thuộc vào khu vực. Ví dụ: M25 là Đường cao tốc vành đai Luân Đôn và A1(M) là đường đôi A1 được nâng cấp.
Một hệ thống tương tự được sử dụng ở nhiều nước châu Âu khác (ví dụ: Tây Ban Nha và Bỉ).

### Hoa Kỳ

Common route number shields used in the United States
Xa lộ Liên tiểu bang 10
Quốc lộ 50 Hoa Kỳ
Tuyến 1 Delaware
Quận lộ 609 (Quận Essex, New Jersey)

Tại Hoa Kỳ, đường cao tốc được đánh số thuộc về một trong ba hệ thống tuyến đường được đánh số trở lên, tùy thuộc vào tiểu bang. Có hai hệ thống đánh số tuyến đường cấp quốc gia, Hệ thống Quốc lộ Hoa Kỳ cũ hơn được đưa ra vào những năm 1920 và Hệ thống Xa lộ Liên tiểu bang mới hơn bắt đầu vào những năm 1950. Ngoài ra, mỗi tiểu bang ở Hoa Kỳ đều duy trì một bộ đường cao tốc được đánh số riêng. Một số bang còn có các hệ thống khác, hệ thống đường cao tốc quận được đánh số hoặc đường cao tốc cấp tiểu bang. Một số thành phố cũng có đường cao tốc được đánh số; ví dụ: thành phố Charlotte, North Carolina, duy trì Tuyến đường Charlotte 4.
Hệ thống Xa lộ Hoa Kỳ, được biểu thị bằng banner màu trắng với các số màu đen, dựa trên lưới đánh số, với các tuyến đường lẻ thường chạy theo hướng bắc-nam và các tuyến đường chẵn chạy theo hướng đông-tây. Các tuyến đường chính có số có một hoặc hai chữ số và được bổ sung bởi các tuyến đường thúc đẩy thêm chữ số hàng trăm vào tuyến đường chính của chúng. Các tuyến đường tăng dần từ đông sang tây và từ bắc xuống nam, chẳng hạn như Quốc lộ Hoa Kỳ 1 đi theo đường rơi của Bờ biển Đại Tây Dương, trong khi Quốc lộ Hoa Kỳ 101 cũng đi theo đường bờ biển Thái Bình Dương. Tương tự như vậy, Quốc lộ 2 của Hoa Kỳ chạy gần biên giới Canada, trong khi Quốc lộ Hoa Kỳ 98 chạy dọc theo Bờ biển vùng Vịnh. Các tuyến đường xuyên quốc gia chính kết thúc bằng số "1" hoặc "0". Ví dụ: Quốc lộ Hoa Kỳ 20 là tuyến đường chạy dài hơn 3.000 dặm (4.800 km) từ Boston, Massachusetts đến Newport, Oregon, trong khi Quốc lộ Hoa Kỳ 41 trải dài khắp đất nước từ Miami, Florida đến Bán đảo Thượng Michigan. Các tuyến đường như Quốc lộ Hoa Kỳ 141 và Quốc lộ Hoa Kỳ 441 tách ra khỏi Quốc lộ Hoa Kỳ 41. Tuyến đường Hoa Kỳ 66, được gọi là "Con đường Mẹ", là một tiêu chuẩn văn hóa đã truyền cảm hứng cho văn học, bài hát và các phương tiện truyền thông khác từ khi nó được thành lập vào năm 1926 cho đến khi nó bị thay thế bởi các đoạn của Hệ thống Xa lộ Liên tiểu bang. Các phần của con đường đã được chỉ định là "Tuyến đường lịch sử 66".
Hệ thống Xa lộ Liên tiểu bang, được biểu thị bằng banner màu đỏ và xanh lam với các số màu trắng, là một hệ thống gồm toàn đường cao tốc (không giống như Hệ thống Xa lộ Hoa Kỳ, chủ yếu là các con đường không có dải phân cách). Hệ thống Xa lộ Liên tiểu bang cũng dựa trên một mạng lưới, với các tuyến đường đông-tây mang số chẵn và các tuyến đường bắc-nam mang số lẻ. Tuy nhiên, để tránh nhầm lẫn với Hệ thống Xa lộ Hoa Kỳ trước đây, các Xa lộ Liên tiểu bang được đánh số theo hướng ngược lại, sao cho số tuyến đường thấp nhất là ở phía nam và phía tây, còn số cao nhất là ở phía bắc và phía đông. Các tuyến đường chính kết thúc bằng số "0" hoặc "5"; ví dụ, Xa lộ Liên tiểu bang 10 trải dài khắp đất nước từ Jacksonville, Florida đến Santa Monica, California, trong khi Xa lộ Liên tiểu bang 35 đi từ biên giới Mexico đến Ngũ Hồ. Giống như Xa lộ Hoa Kỳ, các tuyến đường phụ được đánh số bằng cách thêm chữ số hàng trăm vào tuyến đường chính. Do số lượng lớn các tuyến đường này, các số có ba chữ số có thể được lặp lại trong hệ thống, nhưng là duy nhất cho mỗi trạng thái. Ngoài ra, tính chẵn lẻ của chữ số hàng trăm cho biết bản chất của tuyến đường nhánh: các chữ số hàng trăm lẻ như Xa lộ Liên tiểu bang 393 chỉ kết nối với hệ thống ở một đầu (tạo thành "các đoạn đường gai"), trong khi chữ số hàng trăm chẵn như Xa lộ Liên tiểu bang 440 biểu thị rằng đường cao tốc kết nối đến một Xa lộ Liên tiểu bang khác ở cả hai đầu (tạo thành các đường vòng).
Hệ thống đánh số đường cao tốc của các bang rất khác nhau giữa các bang. Mỗi tiểu bang quyết định cách đánh số các tuyến đường riêng của mình. Một số duy trì các hệ thống tương tự như hệ thống quốc lộ, dựa trên mạng lưới. Những con số khác đánh số đường cao tốc theo khu vực, với số lượng tương tự xảy ra trong cùng khu vực của bang. Vẫn còn những bang khác không có hệ thống rõ ràng, không có kết nối giữa vị trí của tuyến đường và số của nó.
Ngoài số, số tuyến đường còn sử dụng các chữ cái có hậu tố và biểu ngữ gắn ở đầu biển báo để chỉ ra các tuyến đường thay thế đến đường cao tốc chính. Ví dụ: Quốc lộ Hoa Kỳ 1A là tên được đặt cho nhiều đường cao tốc là các tuyến đường cũ hơn của Quốc lộ Hoa Kỳ 1 hoặc cung cấp tuyến đường thay thế xung quanh hoặc xuyên qua một thành phố dọc theo tuyến đường của Quốc lộ Hoa Kỳ 1. Banner đôi khi được sử dụng để chỉ ra các tuyến đường thay thế. Những từ như "Alternate" (tuyến thay thế), "Business" (xa lộ thương mại) hoặc "Bypass" (đuờng tránh) có thể được thêm vào biển báo để biểu thị tình huống như vậy.

#### Hệ thống QL, TL, HL Việt Nam

Chữ “QL” trên banner quốc lộ

Các chữ viết tắt sau đây xuất hiện trên biển chỉ dẫn và cột km:

##### CT
cao tốc (đường cao tốc)

##### QL
Quốc lộ

##### TL hoặc ĐT
tỉnh lộ hoặc đường tỉnh

##### HL
hương lộ hoặc huyện lộ

#### ĐCK
đường cặp kênh